# トゥラルプハワ・デ・ライヨン
トゥラルプハワ・デ・ライヨン（Tlalpujahua de Rayón）は、メキシコのミチョアカン州にある自治体。かつては鉱山で栄えた。オオカバマダラ生物圏保護区に近い。プエブロ・マヒコ選出。